# Евробализа
Евробализа је уређај који се користи у саставу европском систему контроле возова.
Налази се на неком од прагова унутар колосека железничке пруге у правилним размацима један од другог. Намењена је сигнализацији и лоцирању возова који прође преко евробализе.
Обично су жуте боје. 